# Kristina Bergendal
Kristina Astrid Elisabeth Bergendal, född 17 december 1963 i Sankt Peters klosters församling i Malmöhus län, är en svensk ämbetsman och reservofficer.

## Biografi
Bergendal avlade officersexamen vid Krigsskolan 1985 och utnämndes samma år till löjtnant, varpå hon var anställd i reserven vid Norrbottens flygflottilj, befordrad till kapten 1990. Hon var ambassadråd vid Sveriges delegation hos NATO från 2000 till 2005 eller 2006.
Bergendal har också varit försvarspolitisk rådgivare till överbefälhavaren, ambassadråd vid ambassaden i Paris, handläggare för USA och Kanada vid Utrikesdepartementet, andre ambassadsekreterare vid ambassaden i Abidjan och vid ambassaden i Bukarest samt redaktör för geografi i Nationalencyklopedin. Hon har en filosofie kandidat-examen i samhällsvetenskapliga ämnen från Lunds universitet och har studerat vid Institut des hautes études de Défense nationale.
Bergendal är ställföreträdande chef för Militära underrättelse- och säkerhetstjänsten i Högkvarteret sedan den 1 maj 2016.
Kristina Bergendal invaldes 2018 som ledamot av Kungliga Krigsvetenskapsakademien.